# Pipunculus cinereoaeneus
Pipunculus cinereoaeneus är en tvåvingeart som beskrevs av Enrico Adelelmo Brunetti 1912. Pipunculus cinereoaeneus ingår i släktet Pipunculus och familjen ögonflugor.
Artens utbredningsområde är Myanmar. Inga underarter finns listade i Catalogue of Life.